# Lappida tumidifrons
Lappida tumidifrons är en insektsart som först beskrevs av Walker 1858.  Lappida tumidifrons ingår i släktet Lappida och familjen Dictyopharidae. Inga underarter finns listade i Catalogue of Life.